# Provincia Vicenza
Vicenza este o provincie în regiunea Veneto în Italia.